# Reduviidae
Los redúvidos (Reduviidae) son una familia  grande y cosmopolita de hemípteros predadores del suborden Heteroptera. Incluye a las chinches asesinas (géneros Melanolestes, Psellipus, Rasahus, Reduvius, Rhiginia, Sinea,   Zelus), las vinchucas (Triatominae) y los boticarios (géneros Apiomerus,  Phymata), entre otros.
Hay cerca de 7000 especies,  siendo una de las familias más amplias de heterópteros.

## Características

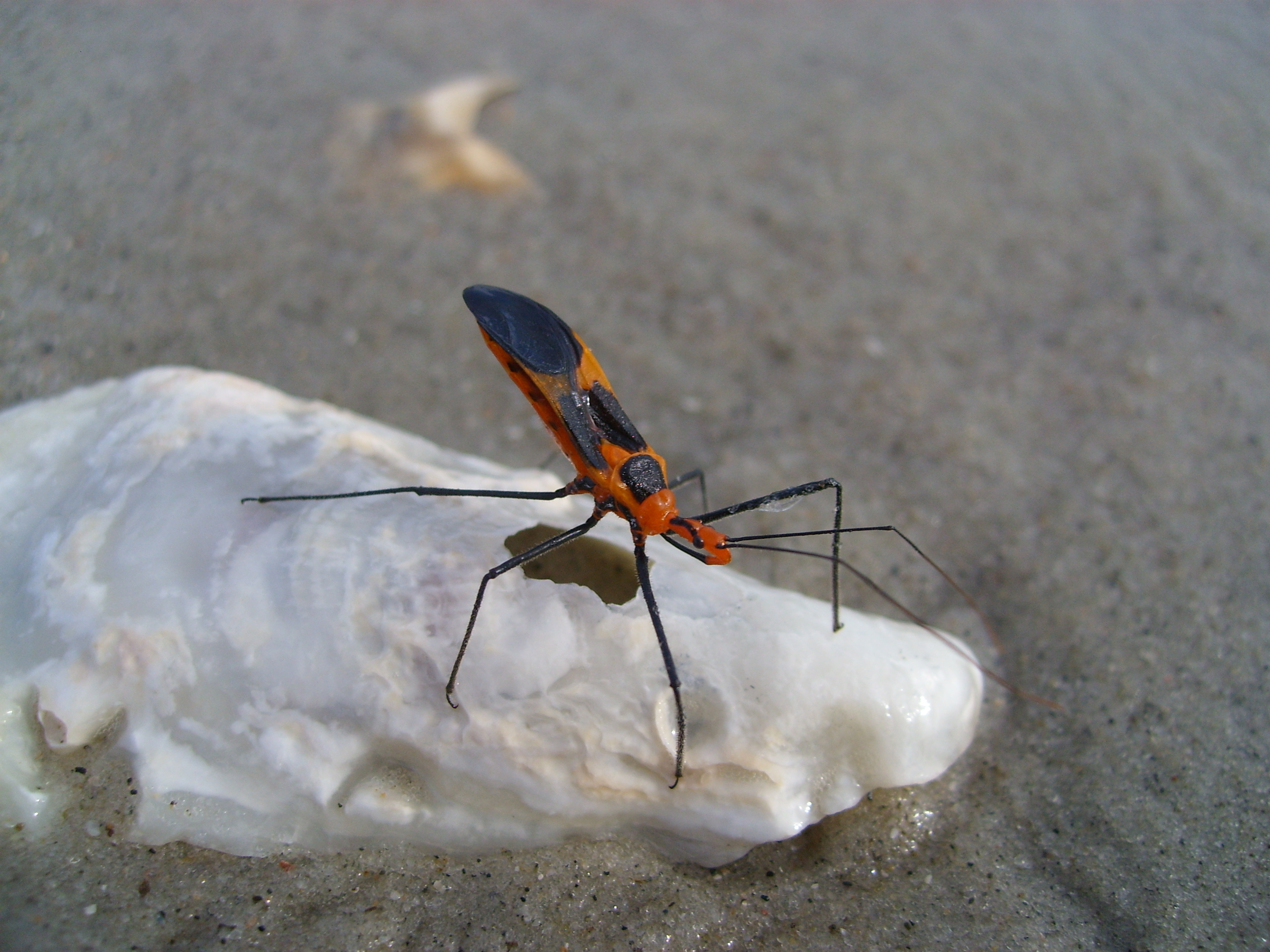
Una "chinche asesina"

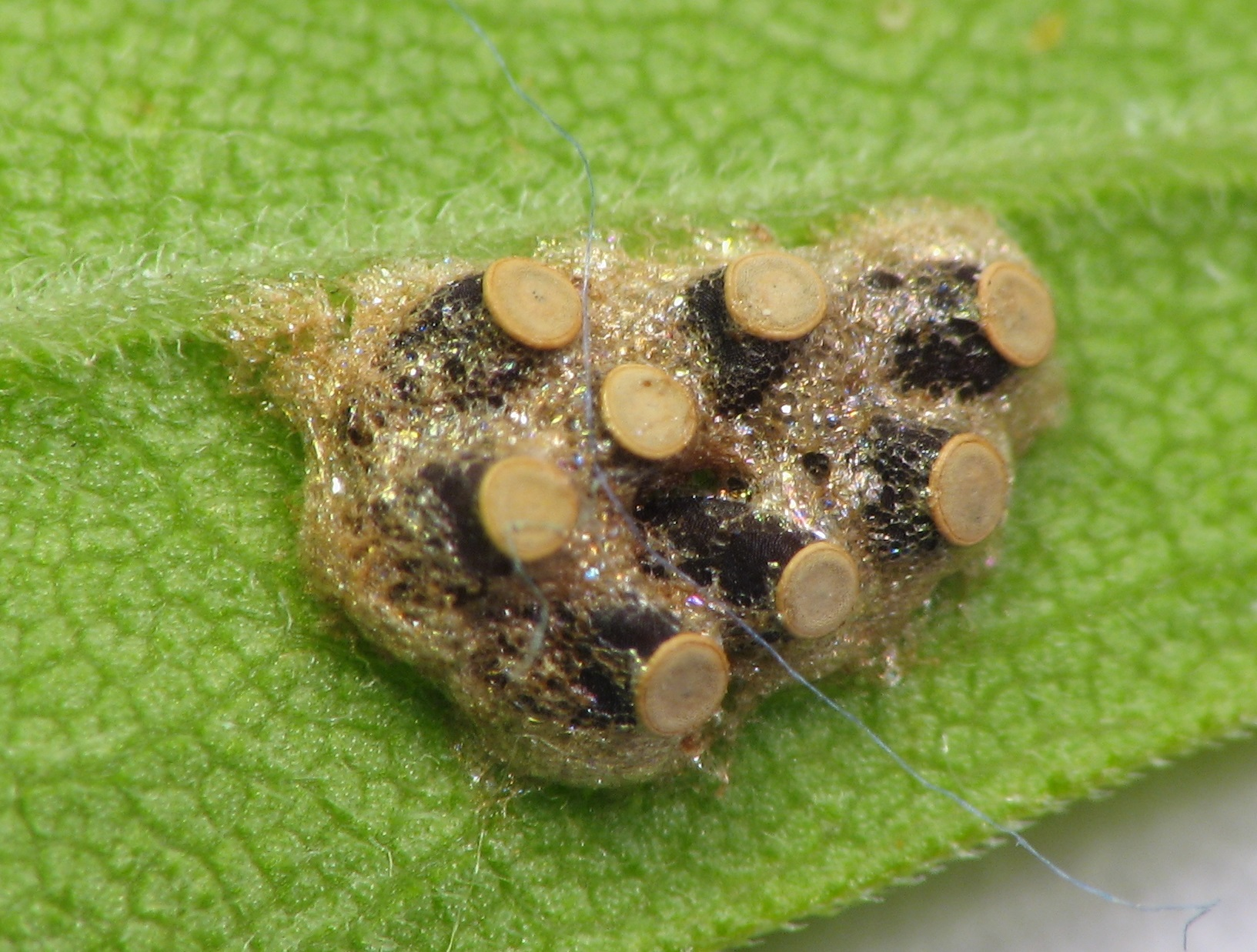
Phymata sp. huevos

Los adultos frecuentemente miden de 4-40 mm. Tienen muy comúnmente una cabeza alargada con un cuello angosto, patas largas, y un rostro o pico prominente y segmentado.  Muchas especies son negras con tonos en pardo, rojo, o anaranjado. El dispositivo más relevante e identificatorio de la familia es que el rostro se ajusta en un cavidad del prosterno, y al rasparlo contra los bordes, se produce un sonido  (estridulación).

## Alimentación

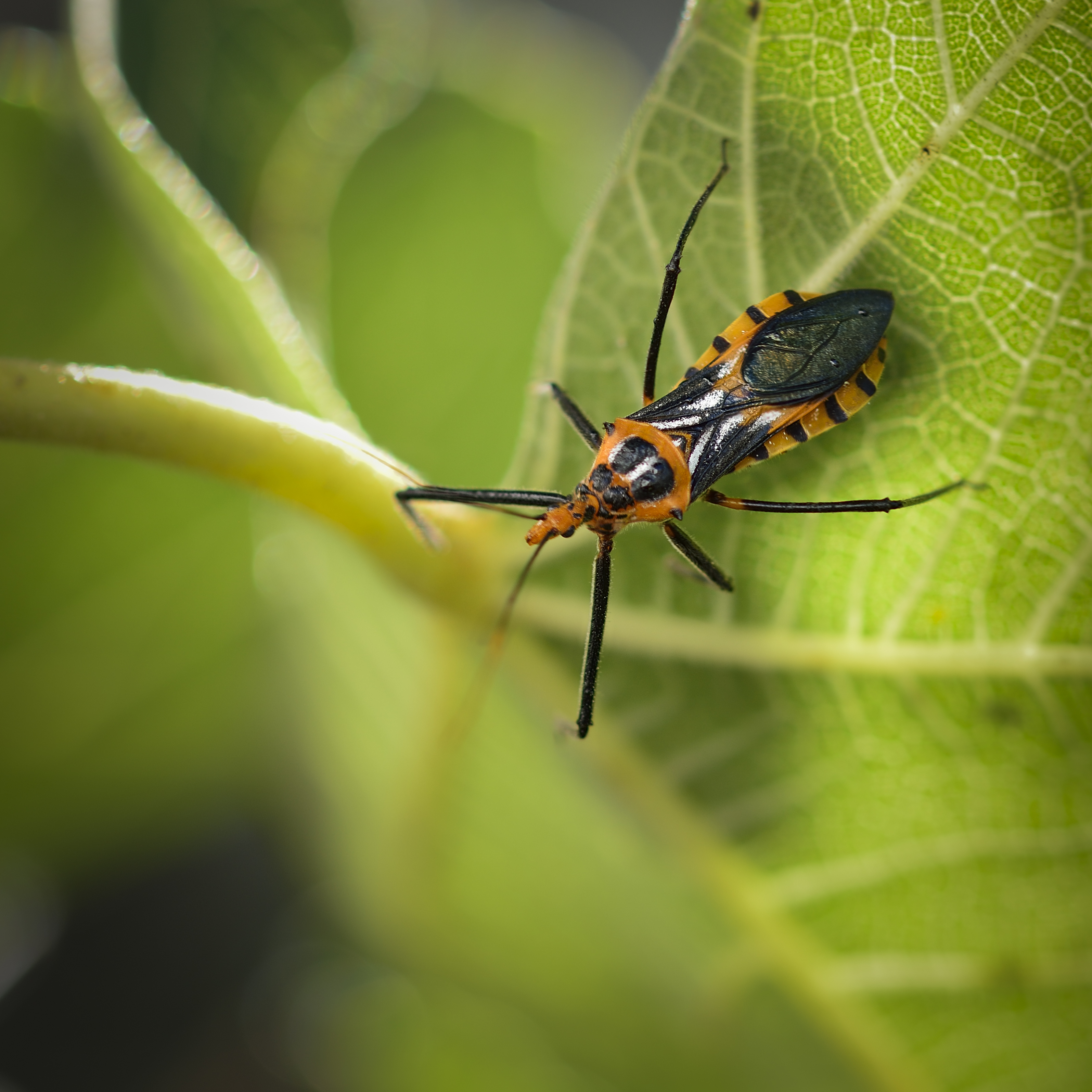
Chinche asesina

Usan el largo rostro para inyectar saliva letal que licúa el interior de la presa, que posteriormente absorben.  Las patas de algunos de estos hemípteros están cubiertas de finos pelos, sirviéndoles para fijarse a la presa mientras se la comen. Son capaces de matar a presas más grandes que el insecto. Como ninfas,  algunas especies se cubren con restos vegetales, o con los restos de presas muertas (cripsis).

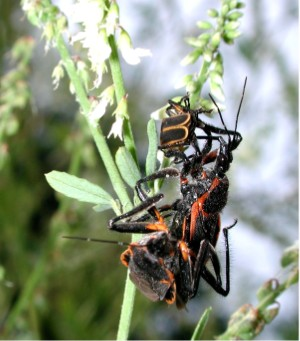
Una pareja de Apiomerus comiendo un coleóptero Cantharidae

Algunas especies se conocen por comer cucarachas  o pulgas (en el caso de Reduvius personatus) y son apreciadas en muchos lugares como benéficas. Algunas personas las crían como mascotas y para control de insectos plaga.

## Contacto humano
Muchas especies se conocen porque pican al ser humano, cuando no se manipulan cuidadosamente. En algunas especies, la picadura es muy dolorosa, a veces causando reacciones alérgicas, y además la picadura se puede infectar, como cualquier herida. 
Algunas especies son hematófagas (succionadoras de sangre), particularmente Triatoma spp. y otros miembros de la subfamilia Triatominae; se conocen como chinches besadoras por su hábito de picar humanos durante el sueño, en tejidos blandos de los párpados y alrededor de los ojos; un número de esas de especies en Centroamérica y Sudamérica transmiten un protozoo flagelado potencialmente fatal, el parásito Trypanosoma cruzi, que ocasiona un tipo de tripanosomiasis conocido como enfermedad de Chagas o mal de Chagas, en honor de Carlos Chagas (1879-1934), médico brasileño que estudió este mal.